# Шила (село)
Шила́ — село в Сухобузимском районе Красноярского края России, административный центр Шилинского сельсовета. Расположено в 60 км к северу от краевого центра — города Красноярска, на левом берегу реки Шилы. Население — 1722 чел. (2010).

## История
Первые упоминания о деревне Шилинской, как о ямщицком станке, относятся к 1747 году. Своё название она получила от небольшой речки на которой и была основана ямщиками Темных и Черных.

## Население
| 2010 |
| ---- |
| 1722 |

## Экономика
ЗАО АПХ "АгроЯрск" — производство молока, сметаны, масла под торговой маркой «Зорька», а также хлеба и хлебобулочных изделий.

## Транспорт
Связь с краевым центром осуществляется автодорогой краевого значения Р409 «Красноярск — Енисейск» (2 категория, а/б) — примерно 60 км.

## Здравоохранение
- Шилинская участковая больница

## Достопримечательности
- Покровская церковь — памятник архитектуры федерального значения, первая половина XIX века[2].